# علي سونن
علي سونن (بالإندونيسية: Ali Sunan)‏ هو لاعب كرة قدم إندونيسي في مركز الوسط، ولد في 1 نوفمبر 1970 في إندونيسيا. شارك مع منتخب إندونيسيا لكرة القدم. أما مع النوادي، فقد لعب مع برسيجا جاكارتا.

## وصلات خارجية
- علي سونن على موقع ناشيونال فوتبول تيمز (الإنجليزية)